# Pseudobacteriovorax antillogorgiicola
Espèce
Pseudobacteriovorax antillogorgiicola est une espèce de bactéries à Gram négatif capable de prédation des autres bactéries à gram négatif. Elle fait partie de l'ordre des Oligoflexales de la classe des Oligoflexia dans le phylum des Pseudomonadota.

## Description
La nouvelle espèce Pseudobacteriovorax antillogorgiicola est décrite en 2015 en même temps que son genre Pseudobacteriovorax et sa famille Pseudobacteriovoracaceae . Ce sont des bactéries à gram négatif, aérobies obligatoires qui nécessitent la présence NaCl pour leur croissance.

## Taxonomie
Le nom correct complet (avec auteur) de ce taxon est Pseudobacteriovorax antillogorgiicola McCauley et al. 2015 et elle est l'espèce type du genre.
Elle est créée en 2015 par une équipe  du collège vétérinaire de l'Atlantique (Charlottetown, Canada) comprenant Erin P. McCauley (d), Brad Haltli (d) et Russell G. Kerr (d).

### Étymologie
L'étymologie de cette espèce est la suivante : an.til.lo.gor.gi.i’co.la. N.L. fem. n. Antillogorgia, nom d'un genre zoologique; L. masc./fem. n. suff. -cola, habitant; from L. masc./fem. n. incola, habitant, résidant; N.L. masc./fem. n. antillogorgiicola, résidant de Antillogorgia. Le nom de cette espèce est ensuite publié dans la liste des notifications de l'IJSEM en même temps que celui de son genre et de sa famille.

## Publication originale
- (en) Erin P. McCauley, Brad Haltli et Russell G. Kerr, « Description of Pseudobacteriovorax antillogorgiicola gen. nov., sp. nov., a bacterium isolated from the gorgonian octocoral Antillogorgia elisabethae, belonging to the family Pseudobacteriovoracaceae fam. nov., within the order Bdellovibrionales », International Journal of Systematic and Evolutionary Microbiology, Society for General Microbiology (d), vol. 65, no 2,‎ 1er février 2015, p. 522-530 (ISSN 1466-5026, OCLC 807119723, PMID 25389148, DOI 10.1099/ijs.0.066266-0).